# Jacek Bierkowski
Jacek Marek Bierkowski (ur. 17 kwietnia 1948 w Rudzie) – polski szermierz, szablista, działacz sportowy, trzykrotny medalista mistrzostw świata oraz wicemistrz Europy.

## Życiorys
Początkowo trenował floret, następnie zaczął walczyć szablą. Zdobywał dwukrotnie mistrzostwo (1976, 1977) i wicemistrzostwo (1975, 1983) Polski.
Podczas mistrzostw świata w Budapeszcie w 1975 wywalczył srebrny medal w szabli indywidualnej. Na podium rozdzielił Władimira Nazłymowa z ZSRR i Węgra Pétera Maróta. Na rozgrywanych cztery lata później mistrzostwach świata w Melbourne razem z Dariuszem Wódke, Andrzejem Kostrzewą, Januszem Kondratem i Tadeuszem Pigułą zdobył brązowy medal w zawodach drużynowych. W tej samej konkurencji zdobył także brązowy medal na mistrzostwach świata w Clermont-Ferrand w 1981. Był także uczestnikiem mistrzostw świata w 1974, 1977, 1978, 1982 i 1983.
Na igrzyskach olimpijskich w Montrealu w 1976 w turnieju indywidualnym odpadł w rundzie eliminacyjnej, natomiast z drużyną zajął szóste miejsce. Na rozgrywanych cztery lata później igrzyskach olimpijskich w Moskwie ponownie odpadł w rundzie eliminacyjnej turnieju indywidualnego, a w zawodach drużynowych był tym razem czwarty.
W 1981 zdobył srebrny medal w turnieju indywidualnym na mistrzostwach Europy w Foggii, wyprzedził go wówczas Węgier Imre Gedővári.
Ukończył studia na Politechnice Śląskiej z zakresu energetyki (1972), a także na Akademii Ekonomicznej w Katowicach (1974). Po zakończeniu kariery sportowej został sędzią międzynarodowym klasy „A”, biorąc udział jako arbiter w turniejach olimpijskich w 1988 i w 1996. Zaangażował się również w działalność na rzecz sportu jako członek zarządu Polskiego Związku Szermierczego i Polskiego Komitetu Olimpijskiego, a także członek Międzynarodowej Federacji Szermierczej.
W 2015 był członkiem honorowego komitetu poparcia Bronisława Komorowskiego przed wyborami prezydenckimi.
Odznaczony Krzyżem Kawalerskim Orderu Odrodzenia Polski (2011).